# Z (filme)
Z (prt: Z - A Orgia do Poder; bra: Z) é um filme franco-argelino de 1969, dos gêneros drama histórico-policial e suspense, dirigido por Constantin Costa-Gavras, com roteiro dele e Jorge Semprún baseado no romance homônimo de Vassilis Vassilikos, por sua vez inspirado no assassinato do deputado grego Grigóris Lambrákis.

## Sinopse
Na Grécia da década de 1960, o assassinato de um deputado oposicionista é vergonhosamente acobertada por políticos e policiais.

## Elenco principal
- Yves Montand .... Deputado
- Irene Papas .... Helene, esposa do deputado
- Jean-Louis Trintignant .... Juiz de instrução
- Jacques Perrin .... Fotojornalista
- Charles Denner .... Manuel, correligionário do deputado
- Bernard Fresson .... Matt, correligionário do deputado
- Pierre Dux .... General Missou da polícia
- Julien Guiomar .... Coronel da polícia
- Jean Bouise.........Deputado Georges Pirou
- Georges Géret .... Nick, testemunha
- Magali Noël .... Irmã de Nick
- Marcel Bozzuffi .... Vago
- Renato Salvatori .... Yago
- Clotilde Joano .... Shoula
- François Périer......Procurador
- Jean Dasté.........Ilya Coste

## Prêmios e indicações
| Prêmio/evento      | Categoria                         | Recipiente             | Resultado                 |
| ------------------ | --------------------------------- | ---------------------- | ------------------------- |
| Oscar 1970         | Melhor edição                     | Françoise Bonnot       | Venceu                    |
| Oscar 1970         | Melhor filme estrangeiro          |                        | Venceu                    |
| Oscar 1970         | Melhor filme                      |                        | Indicado                  |
| Oscar 1970         | Melhor direção                    | Costa-Gavras           | Indicado                  |
| Oscar 1970         | Melhor roteiro adaptado           | Jorge Semprún          | Indicado                  |
| BAFTA 1970         | Melhor banda sonora               | Míkis Theodorákis      | Venceu                    |
| BAFTA 1970         | Melhor filme                      |                        | Indicado                  |
| BAFTA 1970         | Melhor montagem                   | Françoise Bonnot       | Indicado                  |
| BAFTA 1970         | Melhor roteiro adaptado           | Jorge Semprún          | Indicado                  |
| Globo de Ouro 1970 | Melhor filme estrangeiro          |                        | Venceu                    |
| Cannes 1969        | Prêmio de interpretação masculina | Jean-Louis Trintignant | Venceu                    |
| Cannes 1969        | Prêmio do Júri                    |                        | Venceu                    |
| Cannes 1969        | Palma de Ouro (melhor filme)      |                        | Indicado                  |
| Edgar 1970         | Melhor filme                      |                        | Venceu[carece de fontes?] |